# 소예 (서진)
소예(蕭裔, 생몰년 미상)는 조위~서진 시기의 인물로 남제서와 양서에 따르면 태중대부(太中大夫)의 관직을 지냈다고 한다. 소예는 소표의 아들로, 남난릉군(南蘭陵郡)의 시조인 소정의 부친이며 남제를 건국한 소도성의 현조부, 소량을 건국한 양무제의 열조부이다. 

## 상세
후에 남제가 건국되자 태중부군(太中府君)으로 추존되어 칠묘에 위패가 안치되었고, 소량이 건국된 후에도 양무제의 6대조였기 때문에 태중부군(太中府君)으로 재추존되어 양의 칠묘에도 모셔졌다.
493년, 소색이 죽자 태중부군의 묘역은 제거되었다.
502년, 곤손 소연이 소량을 건국하자 묘역이 복구되어 양무제조(梁武帝朝)의 칠묘에 배향되었고 549년 소연이 죽자 묘역이 제거되었다.

## 가족
- 부친: 광릉부군 소표
- 모친: 불명
- 아들: 회음부군 소정

## 기타
한글 표기가 같은 소명태자 소통의 아들 무환왕 소예의 원조부이며, 무환왕은 그의 운손이다.